# Moncrief House

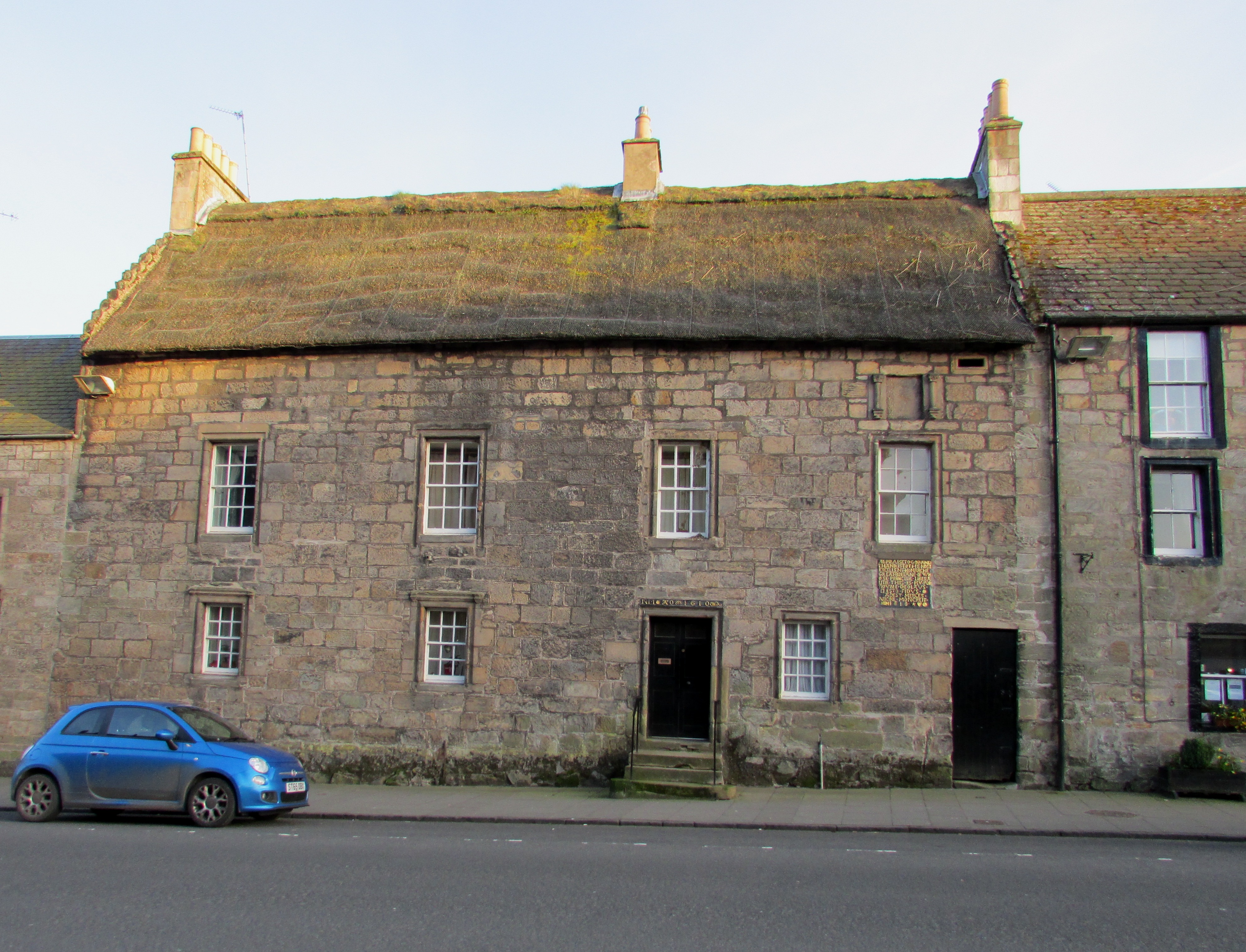
Moncrief House

Moncrief House ist ein Wohngebäude in der schottischen Ortschaft Falkland in der Council Area Fife. 1971 wurde das Bauwerk als Einzeldenkmal in die schottischen Denkmallisten in der höchsten Denkmalkategorie A aufgenommen.

## Beschreibung
Das Wohngebäude Moncrieff House wurde im Jahre 1610 errichtet. Es wurde zwischenzeitlich restauriert. Das zweistöckige Moncrief House steht an der High Street im Zentrum der Ortschaft nahe dem Rathaus von Falkland. Die nordexponierte Hauptfassade entlang der Straße ist vier Fenster weit. Eine unterhalb eines Fensters eingelassene Platte weist Baujahr und Bauherr aus. Ihre Inschrift lautet: „AL PRAISE TO GOD AND/THANKIS TO THE MOST/EXCELLENT MONARCHE/GREAT BRITAINE OF WH/OSE PRINCELIE LIBERA/LITIE THIS IS MY POR/TIOVNE: DEO LAVS/ESTO FIDYS/ADEST MERCES/NICOLL MONCRIEF.“ Das Haus schließt mit einem reetgedeckten Satteldach. Es ragen giebelständige sowie ein firstständiger Kamin auf. Beide Giebel sind als schlichte Staffelgiebel gestaltet.